# Шоудаун
Шоудаунът (на английски: Showdown) е спорт за незрящи, който може да се оприличи на тенис на маса. За разлика от тениса на маса, ударите при шоудауна се правят с бата. Топчето е по-голямо, то се търкаля по масата и издава специфичен шум, по който незрящите се ориентират къде се намира то. Размерите на масата са 365 см на 120 см.

## Приложение
Шоудаунът е спорт за незрящи и хора с нарушено зрение, който може да бъде описан, като решение на общността за адаптирането на въздушния хокей и тениса на маса. Разпространява се много бързо по света. Освен това спортът се играе от зрящи, но те нямат право да участват в турнири на Международната федерация за спортове за незрящи (IBSA). Шоудаунът е широко разпространен в Европа, но също се играе в Африка, Азия, Северна и Южна Америка. След успеха на шоудауна в параолимпийските игри през 1996 г. в Атланта, представители от над 30 държави се договориха за създаването на подкомитет за шоудаун към Международната федерация за спортове за незрящи. Те поискаха информация за екипировка, технически данни и правила за да могат да практикуват тази игра и в тяхната държава. Шоудаун комитета на IBSA стимулира регионални и национални турнири по шоудаун в стремежа си да провеждат международни състезания, което да доведе до одобрение от страна на Параолимпийските игри.

## Екипировка
Спортът е сравнително евтин за начинаещи, изисква минимална поддръжка и може да се играе в помещение с размерите на класна стая. Единствената необходима екипировка, е маса със специален дизайн, две хилки, специално топче, в което има издаващи звук елементи, непрозрачни очила и ръкавица за да предпазва ръката, с която се играе. Масата може да бъде разглобена и съхранявана другаде след играта, ако е необходимо.

## Правила
Играта се играе от двама играчи на правоъгълна маса с преграда по средата и джобове за отбелязване на точка от всяка къса страна. Целта е да се удари топчето през масата под преградата по средата в джоба на противника, докато последният се опитва да го предотврати. Играчите трябва да носят предпазители за очи, за да се гарантира, че няма да могат да виждат топчето. ИГрата винаги започва със сервис. За да бъде сервисът коректен играчите трябва да ударят топката, така че тя да отскочи от страничната преграда на масата точно един път преди да премине под преградата по средата. Ако не бъде изпълнен правилно, една точка ще бъде дадена на противника. Всеки играч сервира два пъти по ред. Играчът печели две точки за гол и една точка, когато опонентът му удари топчето в предпазната преграда, изкара топчето извън масата, докосне топчето с хилката или ръката, с която се играе в зоната около джоба, докосне топчето с всичко друго освен хилката, или приклещи или спре топчето за повече от 2 секунди, правейки го недоловимо за слуха на противника.
Една точка също се присъжда на опонента, ако играчът докосне нейните или неговите предпазители за очи без първо да поиска разрешение. Мачовете обикновено се играят в два от три сета. Първият достигнал 11, водещ с 2 или повече точки, печели сета. Изключенията са полуфинали и финали, където се играе в 3 от 5 сета. Играчите сменят страните след всеки сет от двубоя. В последния сет от мача, страните се сменят, след като бъдат достигнати 6 точки от един от играчите или ако половината от предвиденото време за игра в сета е свършило. Публиката трябва да бъде тиха по време на играта за да не смущава способността на играещите да чуват топката. Възгласите обаче са позволени, след като съдията подаде сигнал със свирка.

## История
През 60-те години на ХХ век Джо Луис, напълно незрящ канадец искал да намери спорт съобразен със спецификите на хората със зрителни проблеми, така че те да могат да играят без помощта на зрящите. Стигнало се до създаването на играта Шоудаун, който сега се играе от хора със зрителни проблеми, както и от зрящи навсякъде по света. През годините Патрик Йорк, напълно незрящ канадски атлет обединил усилията си с Луис за усъвършенстване на правилата и екипировката. Допълнителни правила възникнали от различни страни на света за да се превърне играта в такава каквато е днес. Шоудаунът постигнал международен успех на дебюта си, като рекреационен спорт по време на Олимпиадата за хората с увреждания през 1980 г. в Арнем, Холандия. Международният интерес бил възбуден и шоудаунът бил практикуван за рекреация на: Олимпиадата за хора с увреждания в Лонг Айлънд, САЩ през 1984 г.; Летните Параолимпийски игри в Сеул, Южна Корея през 1988 г.; Младежките игри през 1990 г. в Сент Етиен, Франция; Световният шампионат в Асен, Холандия през 1990 г.; Летните параолимпийски игри в Барселона, и на летните параолимпийски игри в Атланта в САЩ през 1996 г. Днес шоудаунът е разпространен в държави из цяла Европа, и в няколко държави в Африка, Азия, а също така и в Южна Америка. В Северна Америка, където е бил създаден, по ирония на съдбата бавно прекосява границата към масовата практика.

## Държави, в които се играе шоудаун

### Европа
В Европа шоудаун се играе в повече от 20 държави – Белгия, България, Кипър, Чехия, Дания, Естония, Финландия, Франция, Германия, Унгария, Италия, Латвия, Литва, Холандия, Норвегия, Полша, Словакия, Словения, Швеция и Турция.

### Африка
Известно е, че се играе шоудаун в следните африкански държави: Гана, Уганда, Южна Африка, Кения и Мароко. Обаче е трудно да бъде получена информация за това за колко играчи става дума и колко често практикуват.

### Азия
Много малко се знае за развитието на спорта в Азия. На Филипините започна да се играе неотдавна. В Монголия това е напът да се случи. От Кувейт и Бахрейн закупиха маса и започнаха да играят преди няколко години. Шведски играчи популяризираха спорта в иранската част на Кюрдистан. В Китай и Япония се играе от няколко години. За нещастие това е цялата достъпна информация от Азия.

### Северна Америка
Джеймс Мастро обучава желаещите на това как се играе шоудаун или пауър шоудаун, както го нарича той в Съединените щати. Също така той изработва маси и понастоящем спортът се практикува в 6 различни щата. Повечето хора избират да играят с цел рекреация, което прави по-трудно организирането на турнири.

### Южна Америка
Състезатели от Холандия пренасят спорта в Суринам. От Колумбия изработват своята първа шоудаун маса и започват да практикуват през декември 2009 г. Матьо Юглар, френски състезател по шоудаун, им помага с ентусиазъм да започнат.